# Saint-Omer (Passo di Calais)
Saint-Omer /sɛ̃tɔˈmɛʁ/ (in piccardo Saint-Onmé, in olandese Sint-Omaars /sɪntoːˈmaːrs/, in italiano antico Sant'Omero o Sant'Audomaro) è un comune francese di 15 606 abitanti situato nel dipartimento del Passo di Calais nella regione dell'Alta Francia.
È un attivo centro industriale.

## Storia
Era sotto il nome di Sithiu, una località insignificante in cui, nel VII secolo, il vescovo di Thérouanne, Sant'Audomaro (Omer), seguace di San Colombano futuro abate di Bobbio, fondò l'abbazia di San Bertino, ingrandendo la chiesa fondata dallo stesso Colombano e dai suoi monaci. Da Audomaro-Omer il nome della città divenne Audomari fanum.
Dotata di una carta comunale nel 1127, assediata dai francesi e dagli imperiali, fu nel 1677 conquistata dai primi, che resistettero nel XVIII secolo all'assedio posto dal Duca di Marlborough e dal principe Eugenio di Savoia. Fu sede episcopale dal 1559 al 1790.
Saint-Omer fu anche sede di un prestigioso Collegio, il Collegio inglese di Saint Omer, un'istituzione fondata nel 1593 dal padre gesuita Robert Parsons, allo scopo di fornire ai giovani cattolici inglesi la possibilità di una formazione cattolica di alto livello in un periodo in cui la formazione cattolica dei giovani in Inghilterra era reato. Il collegio fu attivo a Saint-Omer fino al 1762.

## Monumenti e luoghi d'interesse
Il centro storico racchiude alcuni pregevoli edifici in stile gotico-fiammingo, fra cui la Cathédrale de Notre-Dame del XIII-XV secolo, dal maestoso interno a tre navate (cento metri di lunghezza per oltre cinquanta di larghezza). In essa vi sono numerose opere d'arte fra cui le tombe di San Eustachio (XVI secolo) e di Sant'Omer (XII secolo). Vi è anche il museo d'arte. Vi si trova anche l'Abbazia di San Bertino.

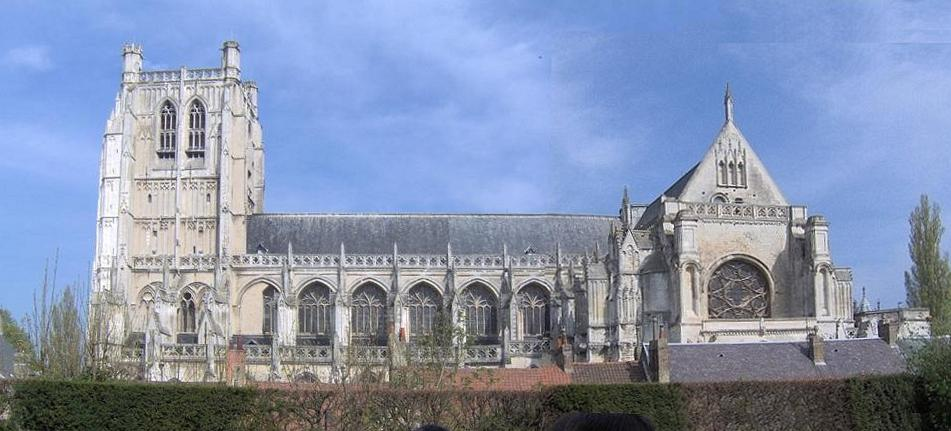
La Cattedrale
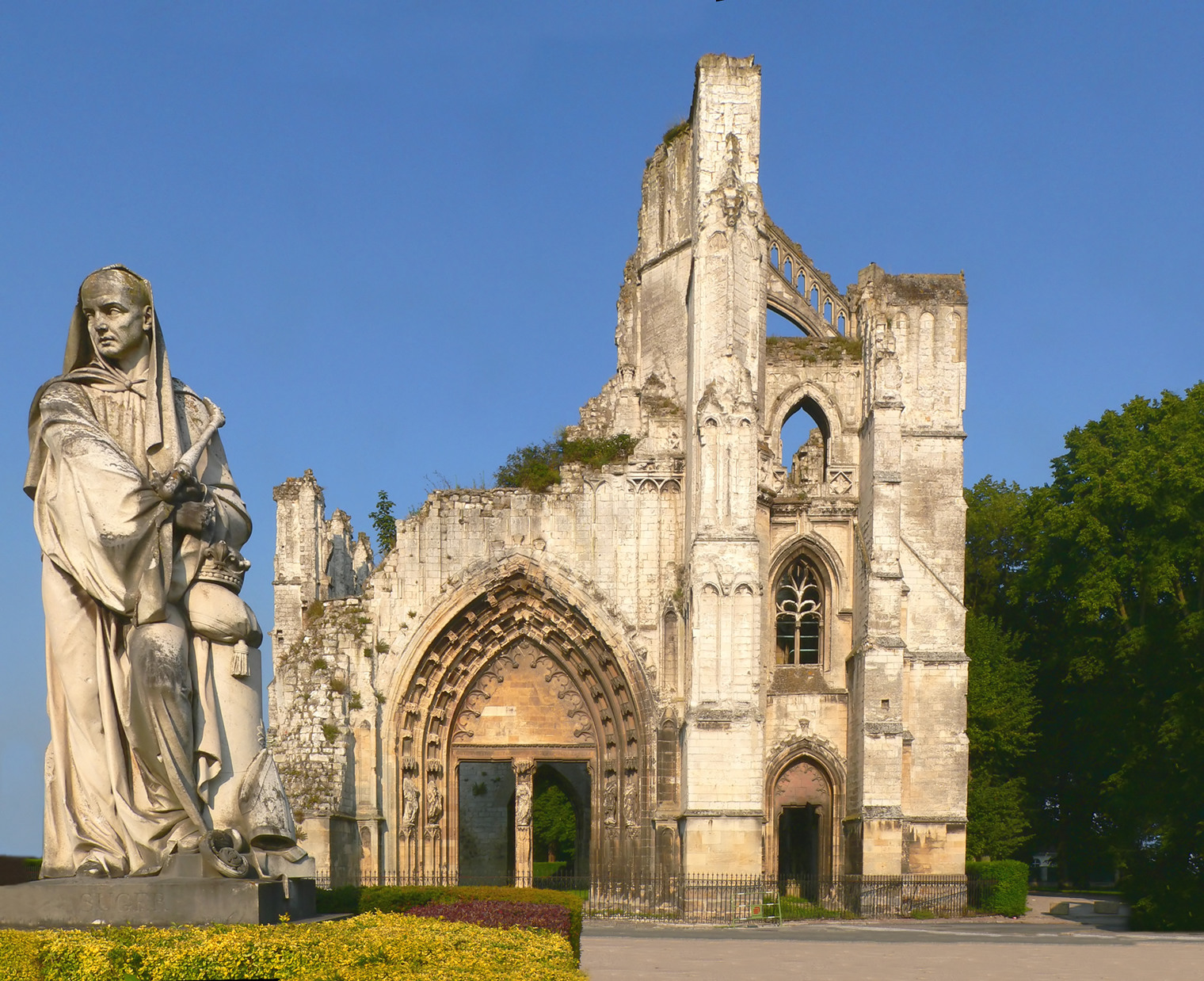
L'Abbazia di San Bertino
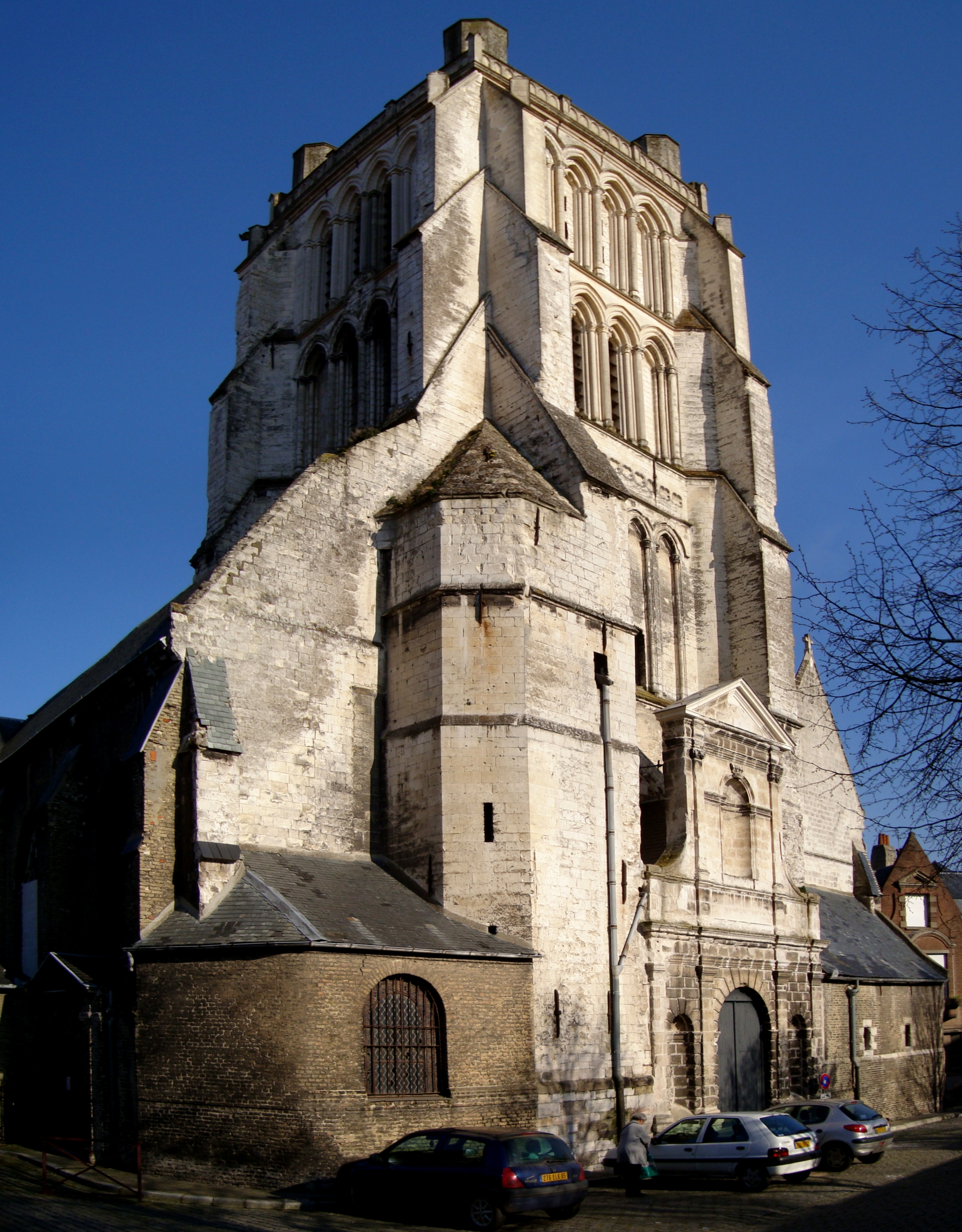
Chiesa di St-Denis
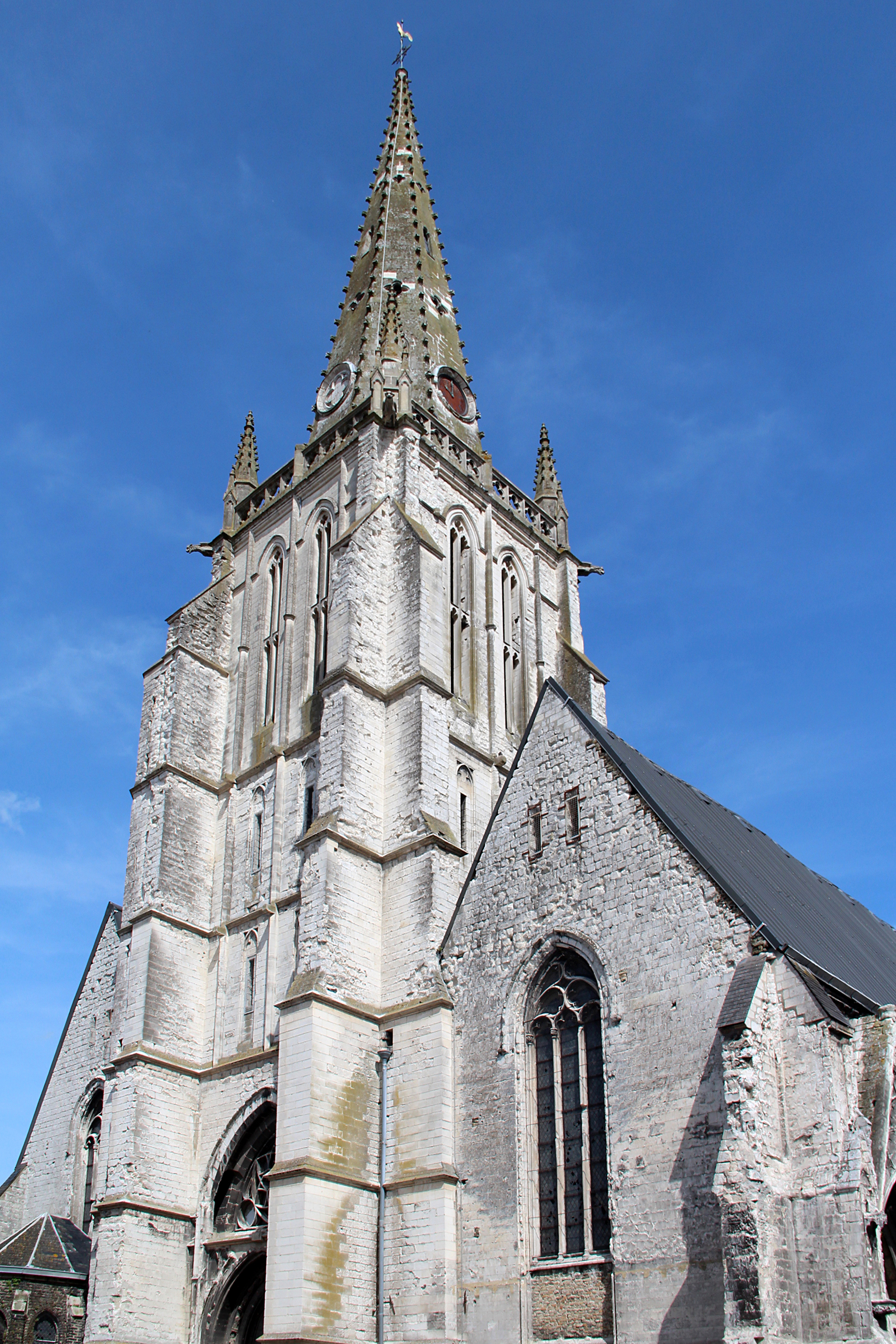
Chiesa del S.Sepolcro
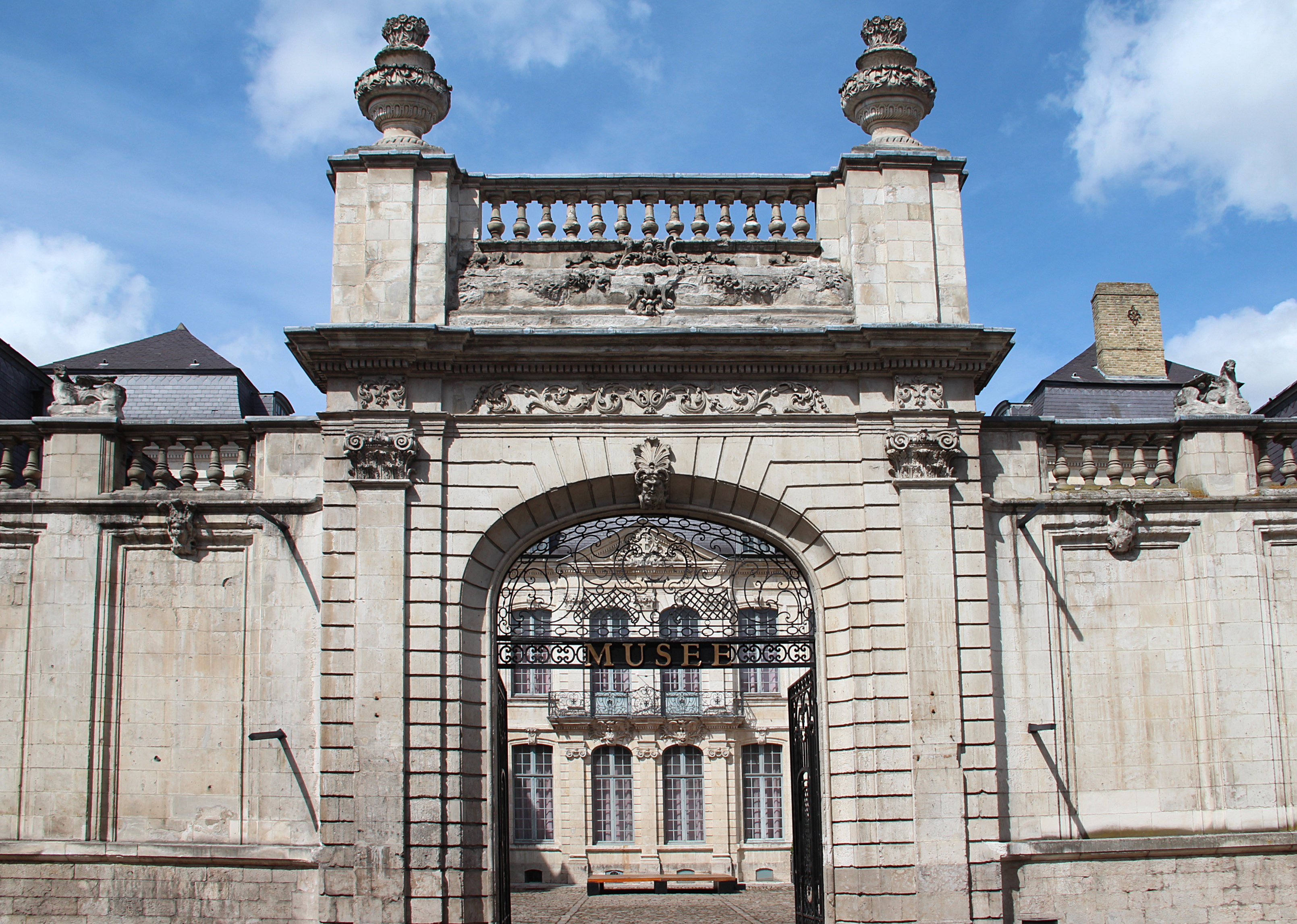
L'Hôtel Sandelin, Museo
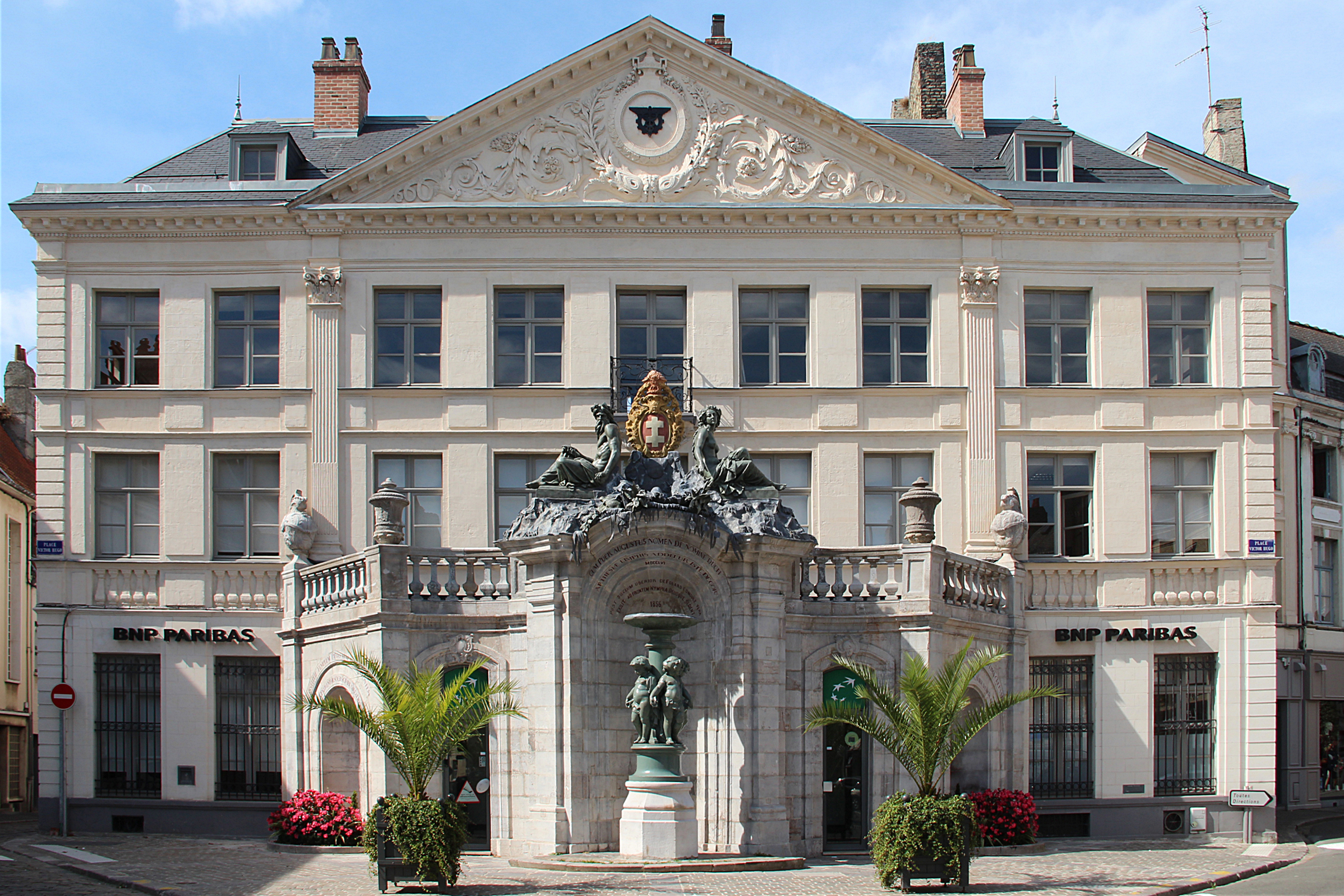
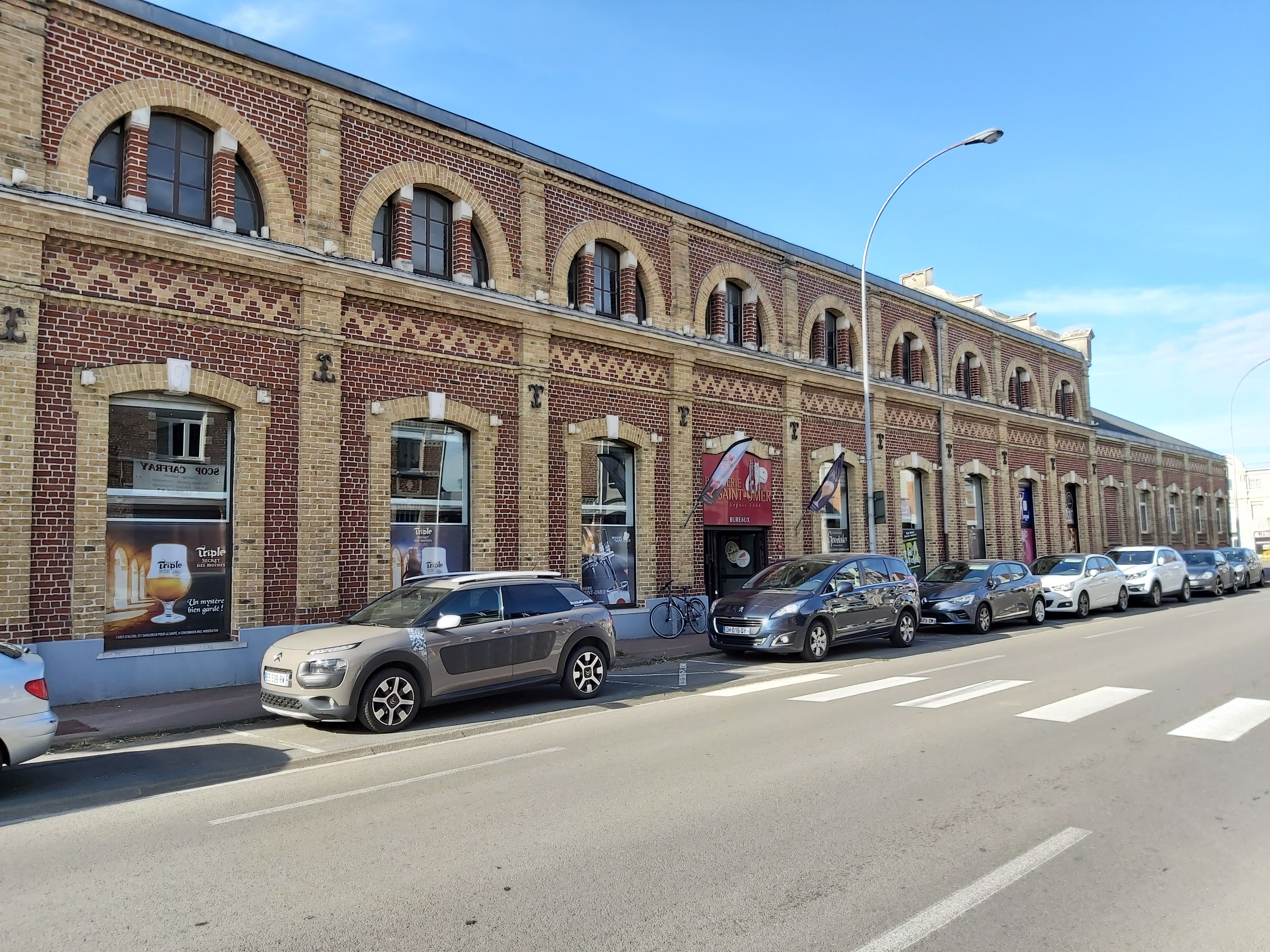
La brasserie à Saint-Omer en 2020

## Società

### Evoluzione demografica
Abitanti censiti

## Amministrazione

### Gemellaggi
- Ypres
- Deal
- Detmold